# Severní mostek v Pěčíně
Severní mostek přes Svinenský potok stojí na severovýchodním okraji Pěčína v okrese České Budějovice. V roce 2012 byl Ministerstvem kultury České republiky prohlášen kulturní památkou  České republiky.

## Historie
Kamenný severní mostek byl postaven pravděpodobně v první třetině 19. století spolu s jižním mostkem, který překlenuje Svinenský potok na jižním okraji obce Pěčín. Oba mostky byly v návrhu na prohlášení za kulturní památku. Jižní mostek byl nevhodným způsobem opravován a tím byla podstatně snížená jeho památková hodnota. Severní mostek, který v době prohlášení byl celkově zanedbaný, je cenným příkladem technicko-dopravní stavby a krajinotvorným prvkem v historické krajině.

## Popis
Severní mostek je masívní kamenný klenutý silniční most s horní mostovkou bez postranních zídek a náběhů. Má jeden oblouk s rozpětím klenby 3,5 až 4,0 m vyskládaný z opracovaného lomového kamene. Klenební oblouk prakticky tvoří jeden pás kamenných klenáků o síle max. 40 cm. Most je neomítaný a má šířku caa 3,5 m. Štěrková silnice na mostě je rovná. Je jedním z posledních autentických mostních staveb na třicetikilometrovém toku Svinenského potoka.